# Saint-Maurice-d'Ételan

Saint-Maurice-d'Ételan este o comună în departamentul Seine-Maritime, Franța. În 1 ianuarie 2022 avea o populație de 288 de locuitori.